# Döwran Orazalyýew
Döwran Orazalyýew (14 ottobre 1993) è un calciatore turkmeno, difensore dell'Ahal e della nazionale turkmena.

## Carriera

### Club
Ha sempre giocato nel campionato turkmeno.

### Nazionale
Con la Nazionale turkmena ha esordito nel 2012 e preso parte alla Coppa d'Asia 2019.